# Agatea
Genre
Classification phylogénétique
Agatea est un genre de plantes à fleurs appartenant à la famille des Violaceae.
Il comprend environ 8 à 9 espèces originaires d'Océanie, Nouvelle-Guinée, îles Salomons, Nouvelle-Calédonie, Fiji, Tonga.
Ce genre fut créé lors de la première description en latin de Agatea violaris par A.Gray, en 1854, dans l'ouvrage "United States Exploring Expedition. During the years 1838, 1839, 1840, 1841, 1842. Under the Command of Charles Wilkes, U.S.N. vol. XV. Botany. Phanerogamia by Asa Gray with a Folia Atlas of 100 Plates. Part 1. Philadelphia".
Ceci, à partir de spécimens collectés lors de L'Expédition Wilkes, officiellement United States Exploring Expedition, qui fut une expédition américaine d'exploration de l'océan Antarctique et qui fut dirigée entre 1838 et 1842 — l'Antarctique étant atteint en 1839 — par Charles Wilkes sur six navires dont le USS Vincennes.

## Liste d'espèces
Selon "The Plant List" 16 juillet 2012 :
- Agatea lecointei Munzinger, 2001
- Agatea longipedicellata (Baker f.) Guillaumin & Thorne, 1965
- Agatea macrobotrys K.Schum. & Lauterb., 1900
- Agatea pancheri (Brongn.) K.Schum. ex Melch., 1925
- Agatea rufotomentosa (Baker f.) Munzinger, 2001
- Agatea schlechteri Melch., 1925
- Agatea veillonii Munzinger, 2001
- Agatea violaris A.Gray, 1854

## Synonymes et leurs taxons de références
- Agatea salomonensis Merr. & L.M.Perry = Agatea macrobotrys K.Schum. & Lauterb., 1900
- Agatea vieillardii (Brongn.) Taub. ex Melch. = Agatea pancheri (Brongn.) K.Schum. ex Melch., 1925
- Agatea violaris f. mollis A.C.Sm. = Agatea violaris A.Gray, 1854
- Agatea lenorrnandi Melch. Non résolu